# Liberty Bell
La Liberty Bell (ou « Cloche de la Liberté ») est un symbole de l'indépendance américaine situé à Philadelphie en Pennsylvanie. Anciennement située dans le clocher de la Pennsylvania State House (aujourd'hui l'Independence Hall), la cloche fut commandée à la société londonienne Lester et Pack (aujourd'hui la Whitechapel Bell Foundry) en 1752. Elle porte l'inscription tirée du Lévitique 25:10, Proclaim LIBERTY throughout all the land unto all the inhabitants thereof (« vous proclamerez la liberté dans tout le pays pour tous ses habitants »). La cloche fut fêlée après sa première utilisation à son arrivée à Philadelphie et fut réparée sans succès par deux artisans locaux John Pass et John Stow dont les noms figurent sur la cloche. La Liberty Bell servait initialement à marquer l'ouverture des sessions parlementaires et à annoncer des rassemblements publics et des proclamations.
Selon la légende, la cloche aurait retenti juste après la signature de la Déclaration d'indépendance des États-Unis le 4 juillet 1776. Cependant il n'y eut aucune annonce immédiate du vote sur l'indépendance par le Second Congrès continental et la cloche n'a donc pas pu sonner le 4 juillet 1776 ou du moins pas pour cette raison. Des cloches sonnèrent pour la lecture de la Déclaration le 8 juillet 1776 et si aucun document contemporain n'indique si la Liberty Bell fut utilisée, la plupart des historiens considèrent qu'elle fit partie des cloches à retentir. Après la fin de la guerre d'indépendance, elle tomba dans un relatif oubli pendant quelques années. Dans les années 1830, la cloche fut adoptée comme symbole par les sociétés abolitionnistes qui lui donnèrent son nom actuel. Elle acquit sa fêlure distinctive au début du XIXe siècle et selon une version populaire, elle craqua après avoir sonné pour la mort du chief justice John Marshall en 1835.
La cloche devint célèbre en 1847 après la parution d'un court article avançant qu'un carillonneur âgé l'aurait fait sonner le 4 juillet 1776 après avoir appris la signature de la Déclaration d'Indépendance. Même s'il est impossible que la cloche ait sonné pour cette raison, le récit fut considéré comme véridique même par les historiens. À partir de 1885, la ville de Philadelphie, propriétaire de la cloche, autorisa son transport pour des expositions et rassemblements patriotiques dans tout le pays. La cloche attirait de larges foules partout où elle allait et de nouvelles fêlures apparurent tandis que des éclats étaient arrachés par des voleurs de souvenirs. Le dernier voyage de ce type eut lieu en 1915 et la ville refusa de nouvelles demandes.
Après la Seconde Guerre mondiale, la ville céda la protection de la cloche au National Park Service même si elle conservait sa propriété. La cloche fut utilisée comme un symbole de la liberté durant la Guerre froide et devint un lieu de manifestation populaire dans les années 1960. En 1976, elle fut déplacée dans un pavillon de verre dans le Parc national historique de l'indépendance puis dans le plus grand Liberty Bell Center à proximité de l'Independence Hall en 2003. La cloche a été représentée sur de nombreuses pièces et timbres et son nom et son image ont été largement utilisés par les entreprises.

## Fabrication (1751-1753)
La cloche de la ville de Philadelphie était utilisée pour annoncer des proclamations ou des événements depuis la fondation de la ville en 1682. La première cloche était accrochée à un arbre derrière la Pennsylvania State House (aujourd'hui l'Independence Hall) et aurait été amenée dans la ville par son fondateur, William Penn. En 1751, la construction d'un clocher au sommet de la State House poussa les autorités à envisager l'installation d'une cloche de meilleure qualité pouvant être entendue à grande distance dans la ville en croissance rapide. Isaac Norris, président de l'Assemblée provinciale de Pennsylvanie, demanda au représentant de la colonie à Londres, Robert Charles, de se procurer une « bonne cloche d'environ 2 000 livres ».
Charles commanda une cloche à Thomas Lester de la société de fonderie de cloches Lester and Pack (aujourd'hui la Whitechapel Bell Foundry) d'un coût de 150 £, 13 s et 8 p (environ 20 000 £ de 2012) incluant le prix du transport et de l'assurance. Elle arriva à Philadelphie en août 1752. Norris écrivit à Charles que la cloche était en bon état mais qu'elle n'avait pas encore sonné car le clocher n'était pas terminé. La cloche fut soulevée pour tester le son mais la panse se fêla au premier coup du battant. L'épisode fut réutilisé dans des histoires ultérieures sur la cloche ; en 1893, l'ancien président Benjamin Harrison, déclara, alors que la cloche traversait Indianapolis, « cette ancienne cloche fut réalisée en Angleterre mais elle dut être refondue en Amérique avant de sonner pour proclamer le droit à l'autonomie et l'égalité pour les hommes ». Les autorités de Philadelphie essayèrent de la renvoyer en Angleterre mais il ne fut pas possible de la rembarquer à bord du navire qui l'avait transporté.

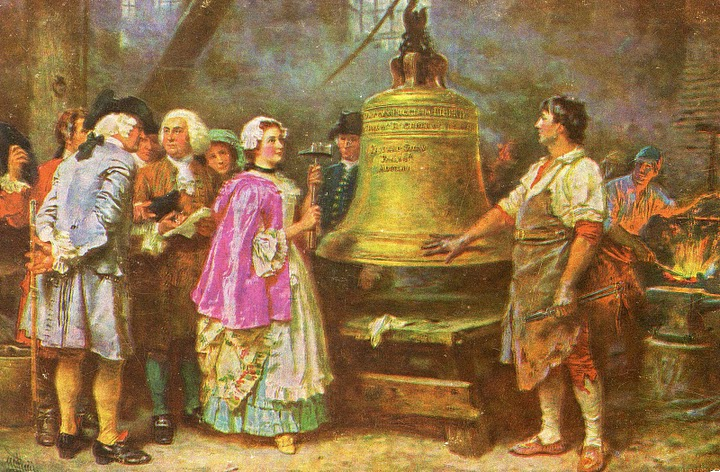
The Bell's First Note de Jean Leon Gerome Ferris, 1913

Deux fondeurs locaux, John Pass et John Stow, proposèrent de refondre la cloche. Même s'ils n'avaient aucune expérience dans la fonderie de cloche, Pass avait dirigé la fonderie de Mount Holly dans la province voisine du New Jersey et était originaire de Malte où la fabrication de cloche était une tradition. De son côté, Stow, n'avait que quatre années d'expérience en tant qu'apprenti dans une fonderie de laiton. Dans l'atelier de Stow sur Second Street, la cloche fut brisée en petits morceaux qui furent fondus avant d'être transformés en une nouvelle cloche. Les deux fondeurs jugèrent que le métal était trop cassant et ils ajoutèrent du cuivre au mélange. La cloche fut terminée en mars 1753 et Norris rapporta que l'inscription était plus lisible que sur l'ancienne.
Les officiels de la ville organisèrent une célébration publique avec un banquet gratuit à l'occasion du test de la nouvelle cloche. Lorsque celle-ci fut frappée, elle ne se cassa pas mais le son produit fut décrit par l'un des spectateurs comme le choc de deux seaux à charbons. Hués par la foule, Pass et Stow se dépêchèrent d'emmener la cloche pour la refondre. Lorsque le fruit de leur travail fut présenté en juin 1753, le son fut jugé satisfaisant même si Norris indiqua que, personnellement, il ne l'aimait pas. La cloche fut hissée dans le clocher de la State House le même mois.
La cause des problèmes à la cloche est inconnue. La fonderie de Whitechapel, toujours en activité aujourd'hui, avance que la cloche fut endommagée pendant son transport ou qu'elle fut brisée par un carillonneur inexpérimenté qui fit frapper le battant sur la panse plutôt que sur la robe de la cloche. En 1975, le musée de Winterthur dans le Delaware analysa le métal de la cloche et conclut « qu'une série d'erreurs dans la fabrication, la reconstruction et la seconde reconstruction de la cloche ont produit une cloche cassante qui faillit être brisée en morceaux bons pour la ferraille ». L'analyse révéla un niveau bien plus élevé d'étain dans le métal de la Liberty Bell que dans les autres cloches fabriquées par Whitechapel à cette période et suggère que la fonderie aurait fait une erreur dans l'alliage, peut-être en utilisant de la ferraille riche en étain pour commencer la fusion plutôt que l'habituel cuivre pur. De même, il semble que lors de la seconde fonte, au lieu d'ajouter de l'étain pur, Pass et Stow ont ajouté un alliage moins cher d'étain avec une forte proportion de plomb sans mélanger complètement le nouveau métal dans le moule. Le résultat fut « un alliage extrêmement cassant qui non seulement empêcha l'utilisation de la cloche mais permit également aux collectionneurs de souvenirs de retirer des portions importantes de la panse ».

## Premières années (1754-1846)

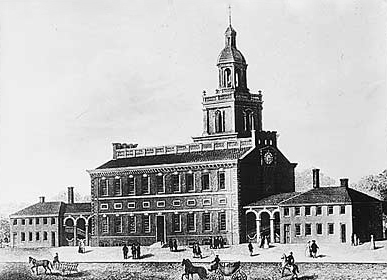
L'Independence Hall dans les années 1770

Déçu par la cloche, Norris demanda à Charles d'en commander une nouvelle et de voir si Lester and Pack pouvait reprendre la première cloche et reporter la valeur de son métal sur la facture. En 1754, L'Assemblée décida de conserver les deux cloches ; la nouvelle fut associée à l'horloge de la tour et l'ancienne fut, après un vote de l'Assemblée, réservée « pour les usages que cette Assemblée pourrait lui trouver ». La cloche de Pass et Stow fut utilisée pour annoncer l'ouverture des sessions parlementaires. L'une des premières mentions de l'utilisation de la cloche figure dans une lettre adressée par Benjamin Franklin à Catherine Ray et datée du 16 octobre 1755, « Adieu. La cloche sonne et je dois rejoindre les hommes sérieux et parler politique ». La cloche retentit en 1760 pour marquer l'accession au trône de George III. Au début des années 1760, l'Assemblée autorisa une église locale à utiliser la State House pour ses services religieux et la cloche pour convoquer les fidèles le temps que le bâtiment de l'église soit construit. La cloche fut également utilisée pour appeler les citoyens aux réunions publiques et en 1772, un groupe d'habitants se plaignit à l'Assemblée que la cloche était utilisée trop souvent.
Malgré les légendes concernant la Liberty Bell, elle ne sonna pas le 4 juillet 1776, ou du moins pas pour cette raison, car aucune annonce ne fut faite au sujet de la signature de la Déclaration d'indépendance dans la State House. Lorsque la Déclaration fut publiquement lue le 8 juillet 1776, les cloches de la ville sonnèrent et même si aucun document contemporain n'indique l'utilisation de la Liberty Bell, la plupart des historiens considèrent qu'elle fit partie des cloches à retentir,. Il est cependant possible que le mauvais état du clocher de la State House empêcha son utilisation. Selon l'historien John C. Paige, qui rédigea une étude historique sur la cloche pour le National Park Service, « nous ne savons pas si le clocher était suffisamment solide pour permettre à la cloche de sonner ce jour-là. S'il était dans un état convenable, on peut supposer qu'elle fut utilisée. Quoi qu'il en soit, elle a fini par symboliser toutes les cloches des États-Unis à avoir proclamé l'indépendance ».
Si la cloche fut utilisée, elle fut probablement frappée par Andrew McNair, le portier de l'Assemblée et du Congrès qui était également carillonneur de la State House. Comme McNair fut absent durant deux jours non spécifiés entre avril et novembre, la cloche fut peut-être frappée par William Hurry qui lui succéda en tant que portier du Congrès. Les cloches furent également utilisées pour marquer le premier anniversaire de l'indépendance le 4 juillet 1777.

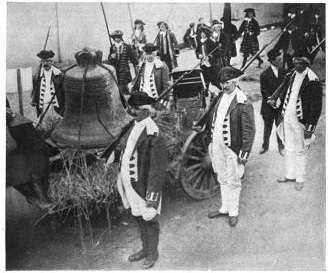
La Liberty Bell est paradée dans les rues de Philadelphie en 1908 dans une reconstitution de son voyage de 1777 vers Allentown.

Après la défaite de George Washington à la bataille de Brandywine le 11 septembre 1777, la capitale des colonies insurgées était sans défenses et la ville se prépara à une offensive britannique jugée inévitable. Les cloches pouvaient facilement être transformées en balles de fusil et les habitants de la ville craignaient que ce destin ne soit celui de la Liberty Bell et des autres cloches. La cloche fut hâtivement descendue du clocher et transportée sous bonne escorte jusqu'à Bethlehem à environ 75 km au nord avant d'être cachée derrière un faux mur dans l'église allemande réformée de Northampton Town (aujourd'hui Allentown) où elle attendit la fin de l'occupation de Philadelphie. Elle fut ramenée à Philadelphie en juin 1778 après le départ des Britanniques. Le clocher de la State House étant en mauvais état (il fut par la suite démoli et reconstruit), la cloche fut entreposée à l'écart jusqu'en 1785.
Installée dans un étage de la State House, la cloche sonnait pour le 4 juillet et le Washington's Birthday ainsi que les jours d'élection pour rappeler aux électeurs de donner leurs bulletins de vote. Elle était également utilisée pour convoquer les étudiants de l'université de Pennsylvanie au Philosophical Hall à proximité. Jusqu'en 1799, quand la capitale de l'État fut déplacée à Lancaster, elle sonna pour annoncer le début des sessions parlementaires. Lorsque l'État de Pennsylvanie, n'ayant plus besoin de sa State House, proposa de la démolir de vendre le terrain à des promoteurs immobiliers, la ville de Philadelphie acheta l'ensemble, cloche incluse, pour 70 000 $ (1 300 000 $ de 2012). En 1828, la ville vendit la seconde cloche Lester and Pack à l'église catholique St. Augustine qui fut incendiée par une foule anti-catholique lors des Émeutes nativistes de Philadelphie (en) en 1844. Les restes de la cloche furent refondus et la nouvelle cloche est aujourd'hui située dans l'université Villanova.
On ne sait pas comment la cloche acquit sa fêlure caractéristique ; celle-ci apparut à une date inconnue entre 1817 et 1846. La cloche est mentionnée dans plusieurs articles de journaux de cette période mais aucun n'indique l'existence d'un défaut avant 1846. La cloche fut ainsi représentée intacte dans un journal abolitionniste en 1837. En février 1846, le quotidien Public Ledger rapporta que la cloche avait été utilisée le 23 février 1846 pour célébrer le Washington Birthday (comme le 22 février était un dimanche, la célébration fut reportée au lendemain) et que la cloche était fêlée depuis longtemps mais qu'elle avait été « remise en état » en comblant les bords de la cassure. L'article indiquait que vers midi, on découvrit que le tintement avait fortement augmenté la taille de la fêlure et que « la vieille Independence Bell… est aujourd'hui suspendue dans le grand clocher de la ville irrémédiablement fêlée et à jamais muette ».
Le récit le plus connu au sujet de la fêlure avance qu'elle apparut lorsque la cloche sonna pour annoncer la mort du chief justice John Marshall en 1835. Cette histoire fut présentée par le conservateur volontaire de l'Independence Hall, le colonel Frank Etting, qui annonça qu'il avait établi la véracité du récit. Même si les preuves étaient limitées, cette version fut largement acceptée et enseignée. D'autres sources indiquent que la cloche fut endommagée lorsqu'elle sonna pour célébrer la visite de La Fayette aux États-Unis en 1824, pour annoncer le vote de la loi britannique d'émancipation des catholiques en 1829 ou qu'elle fut accidentellement abîmée par des enfants invités à la faire sonner. L'historien David Kimball, dans son livre rédigé pour le National Park Service, suggère qu'elle fut probablement fêlée entre 1841 et 1845 soit pour la fête nationale ou pour le Washington's Birthday.
La cloche de Pass et Stow bell fut appelée « Liberty Bell » pour la première fois dans le journal de la Société abolitionniste de New York, l'Anti-Slavery Record. Dans un article de 1835, The Liberty Bell, les Philadelphiens étaient accusés de ne pas plus soutenir la cause abolitionniste. Deux ans plus tard, le journal Liberty de la même société, représenta une large image de la cloche sur sa première page avec les mots Proclaim Liberty. En 1839, la Boston's Friends of Liberty, un autre groupe abolitionniste, intitula son journal The Liberty Bell. La même année, la publication abolitionniste The Liberator de William Lloyd Garrison réimprima un pamphlet abolitionniste de Boston incluant un poème intitulé The Liberty Bell, notant que malgré son inscription, la cloche ne proclamait pas la liberté pour tous les habitants du pays.

## Création d'un symbole (1847-1865)

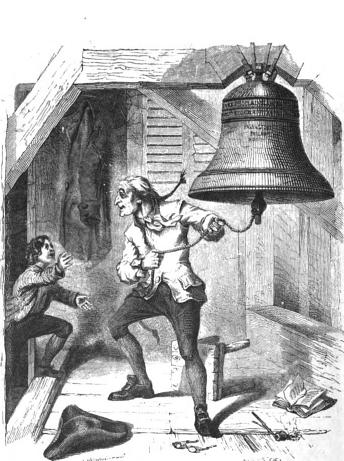
The Bellman Informed of the Passage of the Declaration of Independence: représentation de 1854 de l'histoire de la cloche sonnant le 4 juillet 1776

Une grande partie de l'image moderne de la cloche et de son rôle dans la proclamation de l'indépendance américaine fut forgé par l'écrivain George Lippard. Le 2 janvier 1847, son article Fourth of July, 1776 fut publié dans le magazine Saturday Review. La nouvelle présentait un carillonneur âgé assis tristement à côté de la cloche le 4 juillet 1776 car il craignait que le Congrès n'ait pas le courage de déclarer l'indépendance. De manière dramatique, un jeune garçon arriva ensuite dans le clocher avec l'instruction de faire sonner la cloche. Le récit fut largement republié et associa de manière étroite la Liberty Bell avec la Déclaration d'indépendance dans l'esprit du public. Les éléments de l'histoire furent repris comme des faits historiques par Benson John Lossing dans son récit illustré de la révolution publié en 1850 et le récit fut répété à des générations de jeunes élèves.
En 1848, avec l'attention grandissante apportée à la cloche, la ville décida de la déplacer dans l'Assembly Room au rez-de-chaussée où la Déclaration d'indépendance et la Constitution avaient été débattues et signées. La ville construisit un piédestal décoré pour la cloche qui y resta pendant le quart de siècle suivant surmontée d'un aigle initialement sculpté puis par la suite empaillé. En 1853, le président Franklin Pierce se rendit à Philadelphie et qualifia la cloche de symbole de la révolution américaine et de la liberté. Au même moment, l'Independence Hall était également un tribunal et les journaux afro-américains et abolitionnistes pointaient l'incongruité d'héberger un symbole de la liberté dans le même bâtiment où les juges fédéraux appliquaient le Fugitive Slave Act.
En février 1861, le président élu Abraham Lincoln, s'arrêta à Philadelphie sur son trajet pour être investi à Washington D.C. et donna un discours dans l'Assembly Room. Après son assassinat en 1865, le corps de Lincoln fut exposé au public dans l'Assembly Room sur le chemin vers le lieu de son inhumation à Springfield dans l'Illinois. La file d'attente pour voir le cercueil mesurait plus de 5 km et entre 120 000 et 140 000 personnes défilèrent devant la dépouille de Lincoln dont la tête avait été placée devant la cloche pour que les admirateurs puissent lire l'inscription « vous proclamerez la liberté dans tout le pays pour tous ses habitants ».

## Icône itinérante de la liberté (1866-1947)

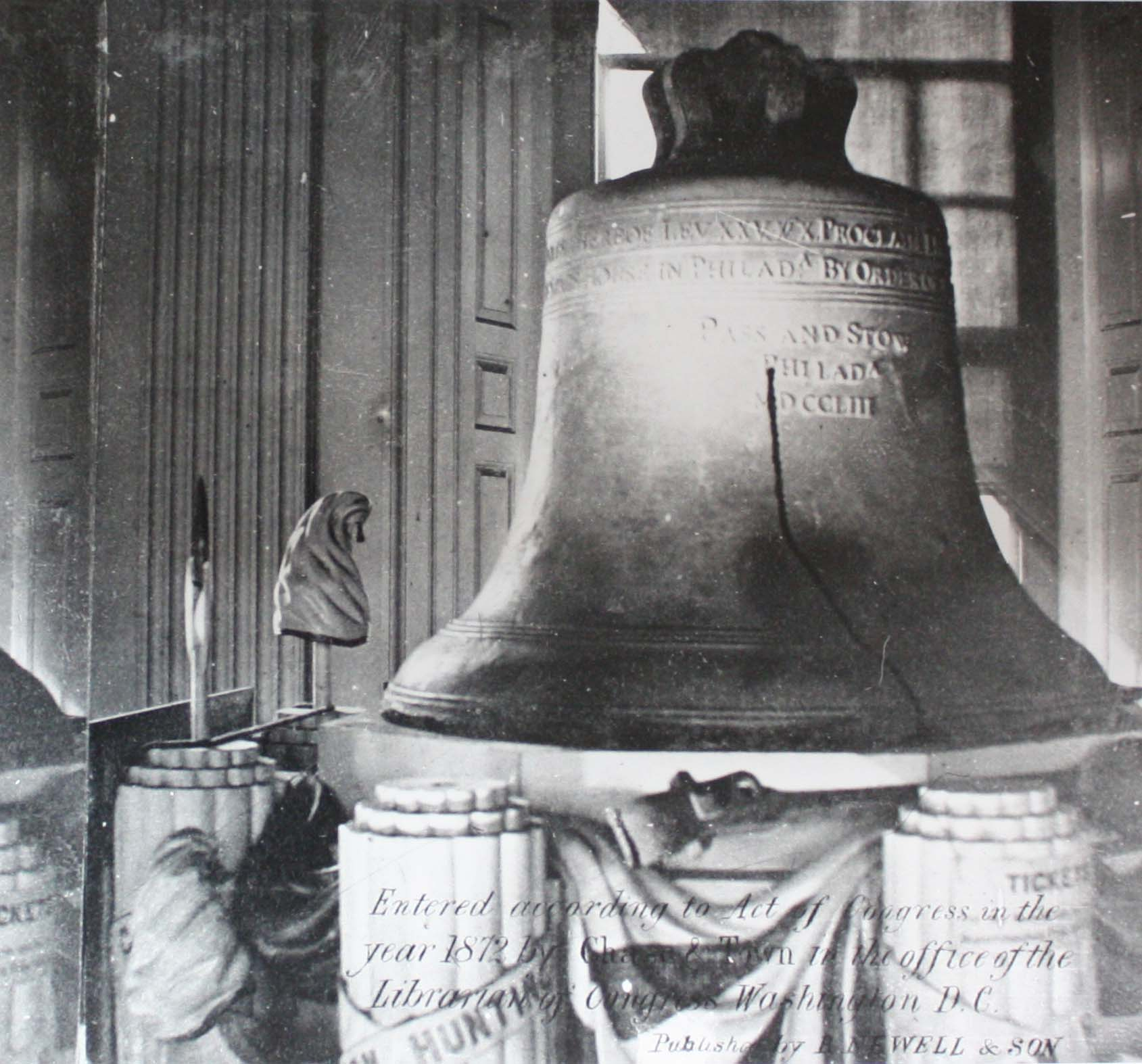
La Liberty Bell sur son piédestal décoré en 1872

En 1876, les officiels de la ville débattirent sur le rôle que devrait jouer la cloche dans les célébrations du centenaire de la nation. Certains voulaient la réparer pour qu'elle puisse sonner à l'exposition universelle organisée à Philadelphie mais l'idée ne fut pas adoptée ; les conservateurs de la cloche doutaient que le métal puisse être réutilisé pour faire une cloche ayant un son agréable et la fêlure était devenue partie intégrante du caractère de la cloche. Une réplique de 13 000 lb (1 000 lb pour chacune des Treize colonies) fut fondue. Le métal de cette Centennial Bell (« Cloche du Centenaire ») fut en partie obtenu à partir de quatre canons, un utilisé par chacun des deux camps pendant la guerre d'indépendance et un autre utilisé par les deux camps de la Guerre de Sécession. La cloche sonna le 4 juillet 1876 pendant l'exposition universelle ; elle fut par la suite refondue pour améliorer le son et se trouve aujourd'hui dans le clocher de l'Independence Hall où elle est associée à l'horloge du bâtiment. Si la Liberty Bell ne participa pas à l'exposition, elle attira un grand nombre de visiteurs et son image était représentée partout sur le lieu de l'exposition ; des myriades de souvenirs ayant sa forme ou portant son image furent vendus et les pavillons abritaient de nombreuses répliques fabriquées avec de divers matériaux allant de la pierre au tabac. En 1877, la cloche fut suspendue au plafond de l'Assembly Room avec une chaîne composée de treize maillons.

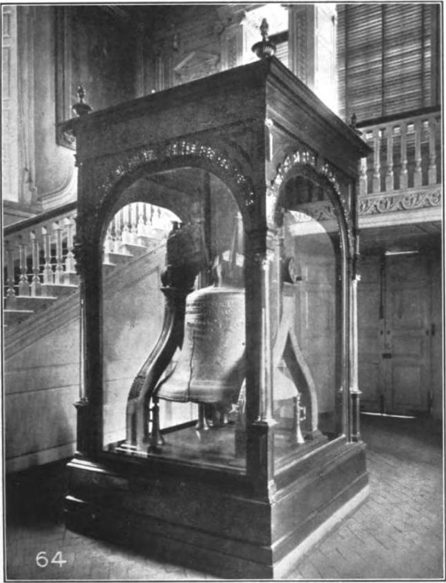
Vitrine abritant la Liberty Bell dans la salle de la tour de l'Independence Hall en 1915

Entre 1885 et 1915, la Liberty Bell réalisa sept voyages aux États-Unis pour participer à diverses célébrations et expositions. La cloche fut à chaque fois transportée par train et réalisa de nombreux arrêts pour que les locaux puissent la voir. Au début de l'année 1885, la ville accepta de prêter la cloche pour l'Exposition cotonnière de La Nouvelle-Orléans. D'importantes foules se pressèrent à chacun des arrêts du train la transportant. À Biloxi dans le Mississippi, l'ancien président des États confédérés d'Amérique, Jefferson Davis, donna un discours rendant hommage à la cloche et pressant l'unité de la nation. En 1893, elle fut l'attraction centrale du bâtiment de la Pennsylvanie durant l'exposition universelle de 1893 à Chicago. Le 4 juillet 1893, John Philip Sousa organisa la première représentation de la marche Liberty Bell (en). Lorsque la cloche revint de Chicago avec une nouvelle fêlure, les Philadelphiens commencèrent s'inquiéter de son état et chaque proposition de voyage était accueillie avec une opposition grandissante. Il fut également révélé que son surveillant avait coupé des petits morceaux de la cloche pour les vendre comme souvenirs. La Liberty Bell fut alors placée dans une vitrine en chêne. En 1898, elle fut sortie de cette vitrine et suspendue à son joug dans la salle de la tour de l'Independence Hall. En dehors de ses déplacements, elle resta dans cette pièce jusqu'en 1975 et un garde était présent pour empêcher les touristes d'arracher des morceaux de métal.

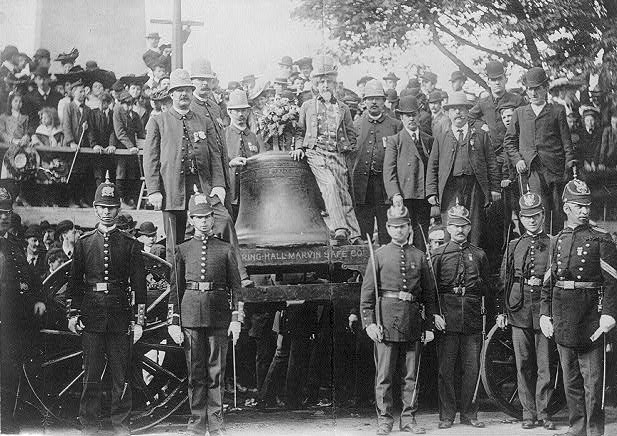
La Liberty Bell photographiée sur le champ de bataille de Bunker Hill en 1903.

En 1909, la cloche avait déjà réalisé six voyages et non seulement la fêlure s'était aggravée mais les voleurs de souvenirs avaient arraché plus d'1 % de sa masse. Lorsque les organisateurs de l'exposition universelle de 1915 à San Francisco demandèrent la cloche, la ville de Philadelphie y était réticente. Elle accepta finalement car la cloche n'avait jamais été plus à l'ouest que Saint-Louis dans le Missouri et c'était une occasion unique de la présenter à des millions de personnes. Craignant cependant que la fêlure ne s'allonge pendant le long trajet en train, la ville installa une structure métallique à l'intérieur de la cloche. En février 1915, la cloche fut frappée doucement avec des maillets en bois pour produire les sons transmis jusqu'à l'exposition pour signaler son ouverture, une transmission qui inaugura également le premier service téléphonique transcontinental. Près de cinq millions d'Américains virent la cloche pendant son trajet en train et on estime que près de deux millions l'embrassèrent à l'Exposition. Le train emprunta un trajet différent au retour et, à nouveau, cinq millions de personnes se pressèrent dans les gares où il faisait étape. Depuis son retour à Philadelphie, la cloche n'a été sortie que cinq fois : trois fois pour des cérémonies patriotiques pendant et après la Première Guerre mondiale et deux fois pour son transport dans de nouveaux locaux en 1976 et 2003,. Chicago et San Francisco avaient obtenu sa présence en présentant des pétitions signées par des centaines de milliers d'enfants. Chicago essaya à nouveau avec une pétition signée par 3,4 millions d'écoliers pour l'exposition universelle de 1933 et New York fit de même pour l'Exposition de 1939 mais les deux demandes furent rejetées.
En 1924, l'une des portes extérieures de l'Independence Hall fut équipée de vitres pour que les visiteurs puissent voir la cloche même quand le bâtiment était fermé. Lorsque le Congrès vota la première loi de conscription en temps de paix en 1940, les premiers Philadelphiens appelés sous les drapeaux prêtèrent serment devant la Liberty Bell. Après le début de la Seconde Guerre mondiale, la cloche fut à nouveau utilisée comme symbole pour vendre des obligations de guerre. Craignant les sabotages et les bombardements ennemis, les officiels de la ville envisagèrent de transporter la cloche jusqu'à Fort Knox pour l'abriter avec les réserves d'or du pays. L'idée rencontra une très vive opposition dans tous les États-Unis et fut abandonnée. Ils proposèrent alors de créer un abri souterrain sous son lieu d'exposition où elle pourrait être descendue si nécessaire. Le projet fut abandonné quand les études montrèrent que les travaux mettraient en danger la stabilité de l'Independence Hall. La cloche fut à nouveau frappée lors du débarquement de Normandie et pour célébrer la fin de la guerre en Europe et en Asie (en).

## Protection par leNational Park Service(1948-1995)

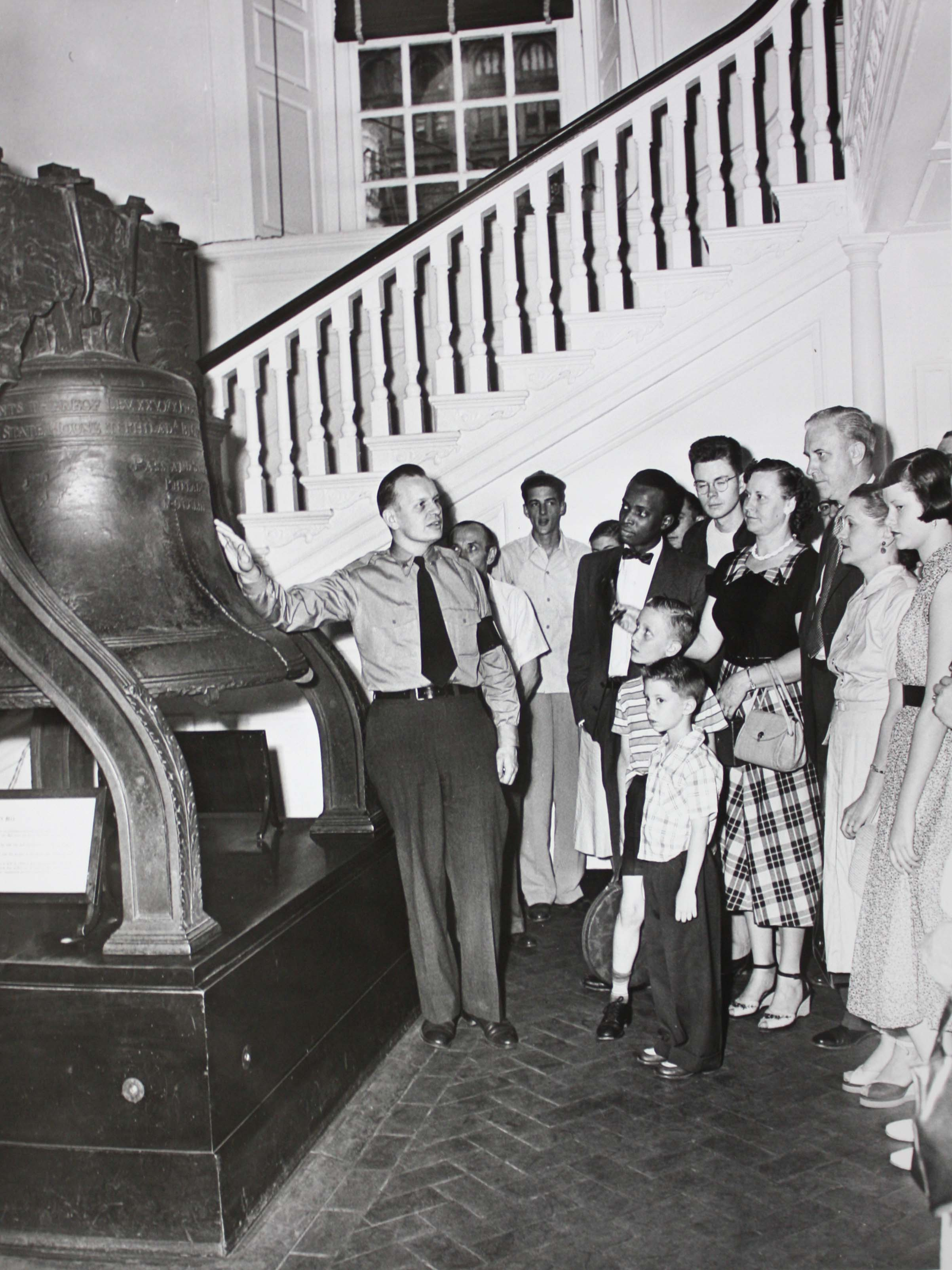
Un garde du National Park Service présente la cloche à des touristes en juillet 1951

Après la Seconde Guerre mondiale et une controverse considérable, la ville de Philadelphie accepta de céder la protection de la cloche et de l'Independence Hall, tout en conservant sa propriété, au gouvernement fédéral. La ville cédait également les divers bâtiments de l'époque coloniale qu'elle possédait. Le Congrès confirma le transfert en 1948 et le Parc national historique de l'indépendance fut créé autour de ces propriétés sous l'administration du National Park Service (NPS). Le NPS était responsable de l'entretien et de l'exposition de la cloche.
Durant la Guerre froide, la cloche fut utilisée comme symbole de la campagne pour les billets de trésorerie en 1950. Comme déclara le vice-président, Alben William Barkley, la campagne avait pour objectif de rendre le pays « si puissant que personne ne pourrait nous imposer des idéologies impitoyables et impies ». En 1955, des immigrés venant des pays situés derrière le Rideau de fer furent autorisés à frapper la cloche afin d'encourager et de donner de l'espoir à leurs compatriotes. Des représentants étrangers, comme le premier ministre israélien, David Ben-Gurion, et le maire de Berlin-Ouest, Ernst Reuter, déclarèrent durant leur séjour à Philadelphie que la cloche symbolisait le lien entre les États-Unis et leurs nations. Dans les années 1960, la salle où se trouvait la cloche fut le théâtre de plusieurs manifestations du mouvement des droits civiques ou des partisans ou des opposants de la guerre du Viêt Nam.

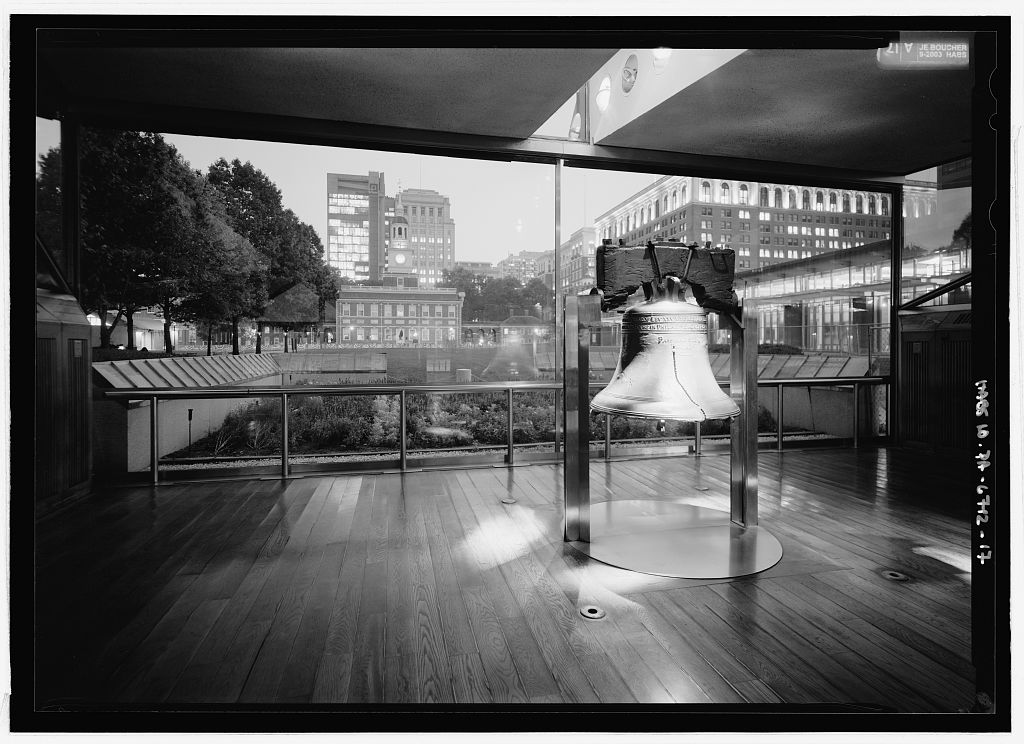
Intérieur du Liberty Bell Pavilion avec l'Independence Hall à l'arrière-plan en 2003.

Dès le début, le NPS envisagea d'installer la cloche dans une structure dédiée où il serait plus facile d'assurer son entretien et d'accueillir les visiteurs. Une première proposition de ce type fut retirée en 1958 après une importante protestation publique. Le comité consultatif du Parc proposa en 1969 que la cloche soit sortie de l'Independence Hall car le bâtiment ne pourrait pas accueillir les millions de visiteurs attendus pour le bicentenaire des États-Unis en 1976. En 1972, le NPS annonça sa volonté de construire une grande tour en verre pour la cloche au nouvel office du tourisme à l'intersection de South Third Street et de Chestnut Street à 300 m à l'est d'Independence Hall pour un coût de 5 millions de dollars mais les habitants s'opposèrent à nouveau à ce choix. Le NPS proposa alors de construire un petit pavillon en verre à l'extrémité nord du Parc national sur le site de l'actuel National Constitution Center. Le maire de Philadelphie, Frank Rizzo, accepta l'idée d'un nouveau bâtiment et proposa qu'il soit construit dans le parc en face de l'Independence Hall mais l'État de Pennsylvanie était réticent car cela détruirait la perspective historique. L'idée de Rizzo s'imposa et la cloche fut déplacée dans le Liberty Bell Pavilion, à environ 200 m de son ancien emplacement le 1er janvier 1976.
Durant les célébrations du bicentenaire, des membres du Procrastinator's Club of America organisèrent une manifestation parodique au sujet de la fêlure devant la Whitechapel Bell Foundry avec des pancartes indiquant « Nous avons un tas de ferraille » et « Qu'en est-il de la garantie ? ». La fonderie répondit qu'elle serait enchantée de la remplacer à condition qu'elle soit rendue dans son emballage d'origine. En 1958, la fonderie, alors appelée Mears and Stainbank, avait offert de refondre la cloche mais le NPS lui répondit que ni lui ni le public ne voulait faire disparaître la fêlure. La fonderie produisit néanmoins une réplique grandeur nature de la Liberty Bell en 1976 qui fut présentée aux États-Unis par la reine Élisabeth II et est aujourd'hui exposée dans la tour autrefois envisagée pour la Liberty Bell à côté de l'ancien office du tourisme sur South Third Street.

## LeLiberty Bell Center(1995-Aujourd'hui)

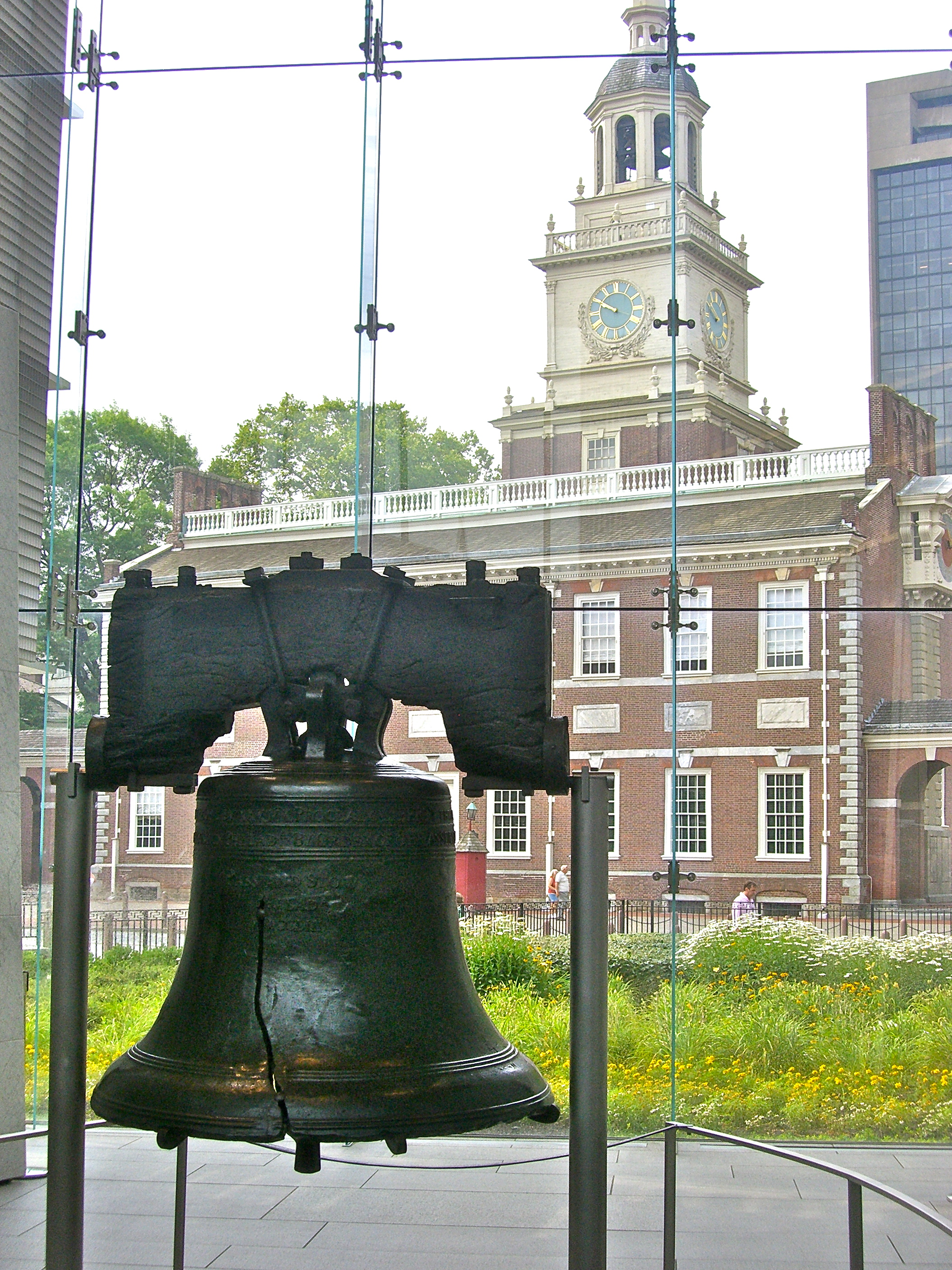
Intérieur du Liberty Bell Center. L'Independence Hall est à l'arrière-plan et la Centennial Bell est visible dans le clocher.

En 1995, le NPS entama des travaux préliminaires pour redessiner le Parc national. Le cabinet d'architecture Venturi, Scott Brown & Associates développa un schéma directeur avec deux propositions alternatives. La première comprenait un office de tourisme sur le côté sud de Market Street qui abriterait également la Liberty Bell mais cela aurait interrompu la longue perspective du Parc national et la cloche n'aurait été visible que du côté sud. La seconde proposition prévoyait un office de tourisme similaire du côté nord de Market Street avec un petit pavillon pour la cloche du côté sud mais encore une fois la perspective était interrompue. L'urbaniste Edmund Bacon, qui avait supervisé la conception du parc dans les années 1950, considérait que la préservation de la perspective était essentielle. Il proposa de construire un pavillon en forme cloche au nord de Market Street mais le public s'opposa à ce que la Liberty Bell soit déplacée si loin de son lieu d'origine. Le NPS annonça que la cloche resterait dans l'espace délimité par les rues Chestnut et Market. D'autres plans furent proposés, chacun avec ses forces et ses faiblesses, mais leur objectif commun était d'encourager les visiteurs à ne pas faire que passer devant la Liberty Bell.

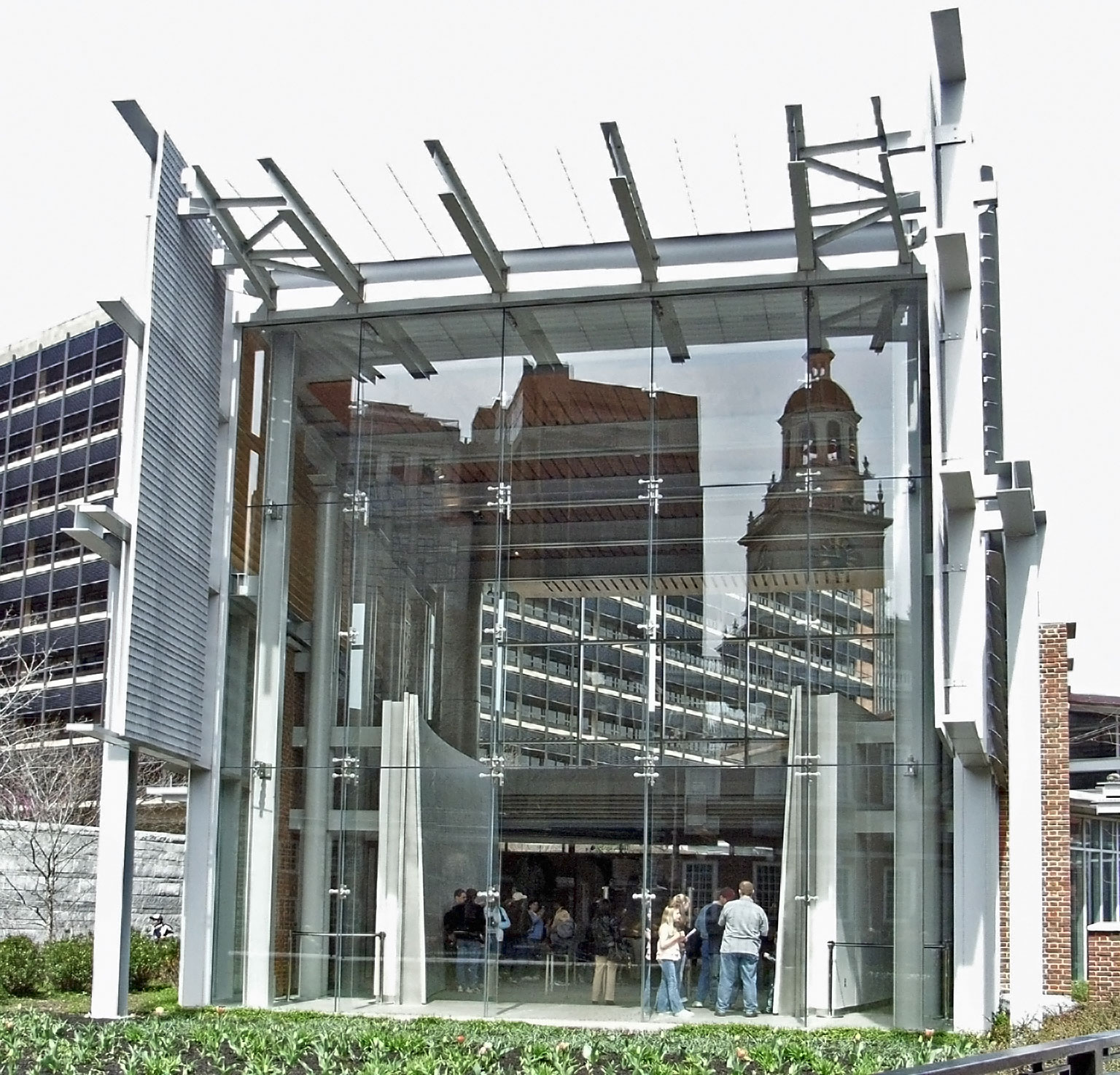
Extérieur du Liberty Bell Center.

Le cabinet d'architecture de Laurie Olin fut engagé pour proposer un nouveau plan et comptait parmi ses employés Bernard Cywinski qui remporta le concours pour concevoir ce qui devint le Liberty Bell Center (LBC). Le dessin de Cywinski fut présenté au début de l'année 1999. Bien plus grand que le pavillon existant, ce qui permettait d'accueillir un espace d'exposition, le dessin du LBC recouvrait également environ 15 % de l'emplacement autrefois occupé par la President's House, la résidence officielle des deux premiers présidents, George Washington et John Adams. Les archéologues excavant le site proposé du LBC découvrirent plusieurs éléments du bâtiment datant des années 1790 et 1800 qui permirent d'améliorer les connaissances sur cette période. Le projet créa une vive controverse quand il fut révélé que l'entrée proposée du LBC se trouverait à quelques pas de l'endroit où vivaient les esclaves de Washington. Le NPS refusa de modifier l'architecture du LBC ou de retarder sa construction. Il refusa également de mentionner les esclaves et leur lieu de vie dans les salles d'exposition mais finit par accepter sous la pression des associations afro-américaines. Le nouveau bâtiment, qui ouvrit ses portes quelques heures après l'installation de la cloche le 9 octobre 2003, est adjacent à un contour des lieux de vie des esclaves de Washington gravé dans le marbre et des panneaux expliquent la signification de ce qui fut découvert.
À l'intérieur du LBC, les visiteurs traversent une série d'expositions sur la cloche avant d'arriver à proximité de la Liberty Bell. Après qu'un visiteur ait frappé la cloche avec un marteau en 2001, celle-ci est placée hors d'atteinte des visiteurs qui n'ont plus le droit de la toucher et subissent un contrôle de sécurité à l'entrée.
La cloche pèse aujourd'hui 940 kg et son métal est composé de 70 % de cuivre, de 25 % d'étain et de 5 % de plomb, de zinc, d'arsenic, d'or et d'argent. Elle est suspendue à ce que l'on considère être son joug originel fabriqué avec de l'orme d'Amérique. Si la fêlure semble s'arrêter à l'abréviation « Philada » sur la dernière ligne de l'inscription, c'est uniquement parce que la lézarde fut comblée au XIXe siècle dans l'espoir que la cloche pourrait continuer à sonner. Une petite fracture traverse la paroi de la cloche et monte graduellement jusqu'au sommet en passant à travers le « and » de Pass and Stow, le « the » avant le mot Assembly sur la seconde ligne puis le « rty » de Liberty sur la première ligne. La fêlure se termine près des anses de la cloche.
L'historienne Constance M. Greiff, dans son livre retraçant l'histoire du Parc national historique de l'indépendance, écrivit de la Liberty Bell :
« 
La Liberty Bell est l'objet le plus vénéré du parc, une icône nationale. Elle n'est pas aussi belle que certains autres objets qui se trouvaient dans l'Independence Hall dans ces journées historiques il y a deux cents ans et elle est irrémédiablement endommagée. Cela est peut-être lié à son attrait presque mystique. Comme notre démocratie, elle est fragile, imparfaite et burinée par les épreuves mais elle les a surmonté. »

## Répliques et culture populaire

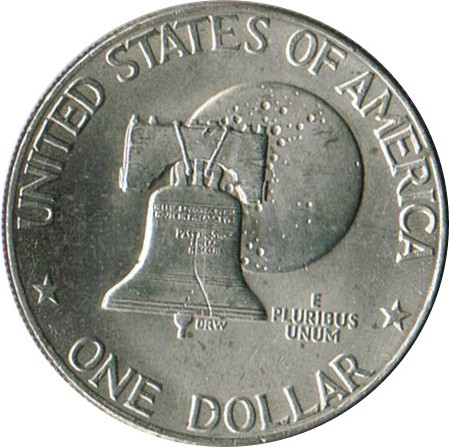
Avers du dollar Eisenhower de 1976

En plus des répliques visibles dans le Parc national historique de l'indépendance, les premières répliques de la Liberty Bell incluent la soi-disant Justice Bell ou Women's Liberty Bell qui fut commandée en 1915 par les suffragettes pour promouvoir le droit de vote des femmes. La cloche porte la même légende que la Liberty Bell avec deux mots supplémentaires, establish justice, tirés du préambule de la Constitution des États-Unis. Son battant était également enchaîné à la cloche pour qu'elle ne puisse pas sonner afin de symboliser l'incapacité des femmes, n'ayant pas le droit de vote, à influencer les décisions politiques. La Justice Bell fut exposée dans tout le pays pour promouvoir la question du suffrage féminin. Après l'adoption du XIXe amendement accordant le droit de vote aux femmes, la Justice Bell fut amenée sur le perron de l'Independence Hall le 26 août 1920 où elle sonna pour la première fois. Elle y resta pendant plusieurs mois avant que les officiels de la ville ne demandent son déménagement ; elle se trouve aujourd'hui à la Washington Memorial Chapel à Valley Forge.
Dans le cadre de la campagne des billets de trésorerie en 1950, 55 répliques de la Liberty Bell (une pour chacun des 48 états, le district de Columbia et les territoires) furent commandées par le département du Trésor des États-Unis et furent réalisées en France par la fonderie Paccard. La plupart de ces cloches se trouvent aujourd'hui à proximité des capitoles des différents États. Même si la cloche du Wisconsin se trouve aujourd'hui dans le capitole, elle fut initialement installée sur le terrain du centre pénitentiaire pour femmes de l'État. La cloche du Texas se trouve sur le site de l'université Texas A&M à College Station où elle a été installée en reconnaissance des services rendus par les diplômés de l'université,. D'autres communes décident par elles-mêmes d'installer des répliques de la cloche comme à Portland dans l'Oregon.

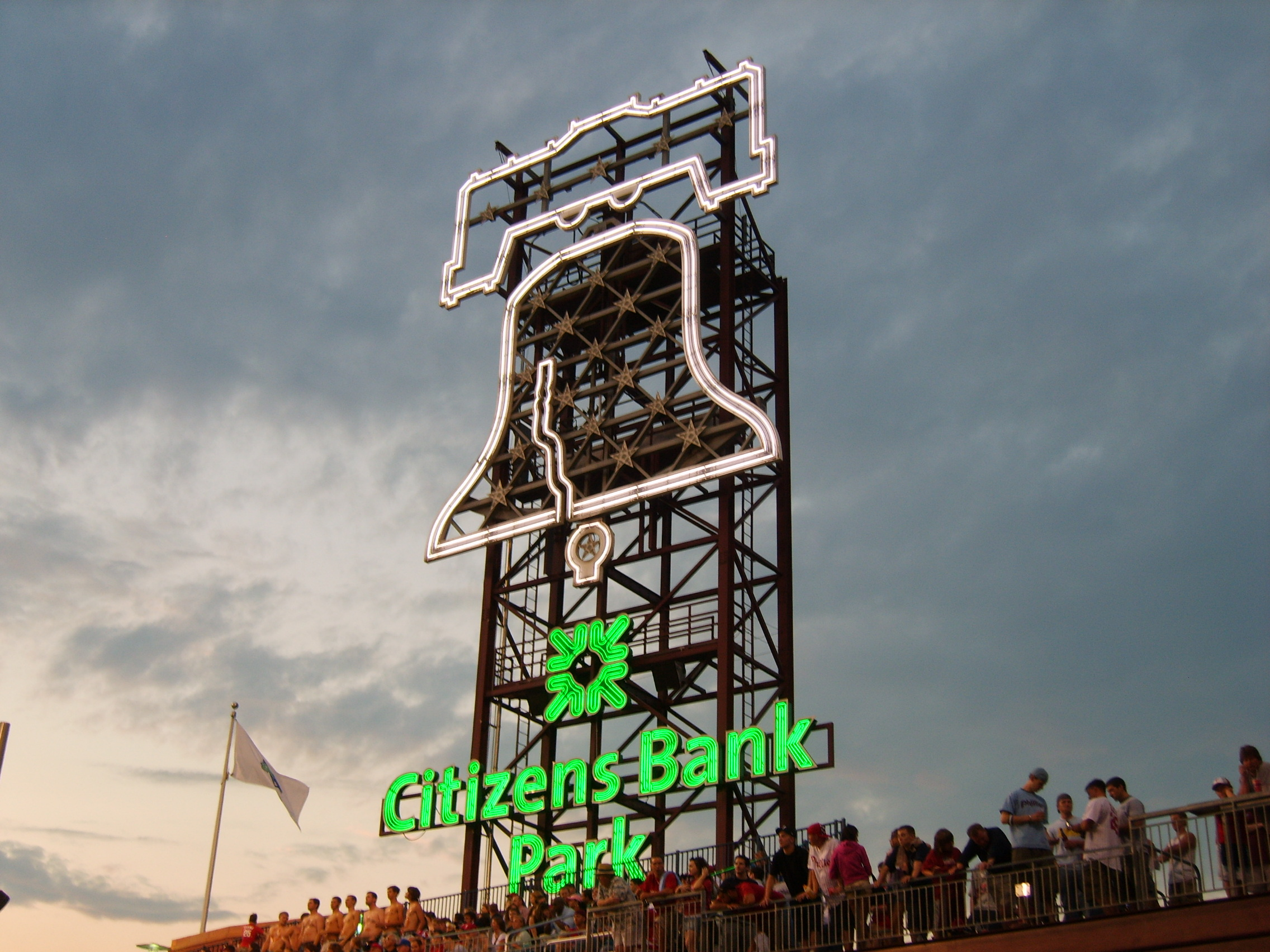
Contour de la Liberty Bell sur le stade du Citizens Bank Park qui est illuminé et clignote lorsqu'un joueur des Phillies réalise un coup de circuit ou que l'équipe remporte le match.

La Liberty Bell est apparue sur une pièce commémorative de 1926 pour marquer le cent cinquantième anniversaire de l'indépendance américaine. Elle fut représentée pour la première fois sur une pièce en circulation sur l'avers du demi-dollar Franklin frappé entre 1948 et 1963. Son image fut également gravée sur le dollar Eisenhower à l'occasion du bicentenaire. Elle figurait également sur le revers de la médaille de la Liberté décernée par les États-Unis pour récompenser les services rendus par des civils à la nation. Le premier timbre portant une représentation de la Liberty Bell fut délivré à l'occasion de l'exposition de Philadelphie en 1926 même si le timbre représentait en réalité une réplique érigée à l'entrée de l'exposition. Un hologramme représentant la Liberty Bell figure sur le billet de cent dollars. La mise en circulation de ce billet devait être réalisée en février 2011 mais des problèmes de production l'ont retardé jusqu'en 2013.
Le nom Liberty Bell ou Liberty Belle est souvent utilisé pour des raisons commerciales et a servi à représenter des marques et des commerces allant de la société d'assurance à un service d'escort dans le Montana. Un large contour de la cloche est accroché au-dessus des gradins du Citizens Bank Park où évolue l'équipe de baseball des Phillies de Philadelphie et s'illumine dès que l'un de ses joueurs réalise un coup de circuit. Ce contour remplace celui se trouvant dans l'ancien stade des Phillies, le Veterans Stadium. Le 1er avril 1996, la société Taco Bell, dont le logo est une cloche, annonça dans des communiqués de presse et des publicités qu'elle avait acheté la Liberty Bell et qu'elle changeait son nom en Taco Liberty Bell. En conséquence, la cloche passerait la moitié de l'année dans le siège social de l'entreprise à Irvine en Californie. Des milliers d'appels scandalisés inondèrent le NPS qui fut obligé d'organiser hâtivement une conférence de presse pour démentir la vente de la cloche. Après plusieurs heures, Taco Bell admit qu'il s'agissait d'un poisson d'avril. Malgré les protestations, les ventes de la société augmentèrent de plus de 500 000 $ cette semaine.

## Inscription
La cloche porte l'inscription :
PROCLAIM LIBERTY THROUGHOUT ALL THE LAND UNTO ALL THE INHABITANTS THEREOF LEV. XXV. V X.
BY ORDER OF THE ASSEMBLY OF THE PROVINCE OF PENSYLVANIA FOR THE STATE HOUSE IN PHILADA
PHILADA

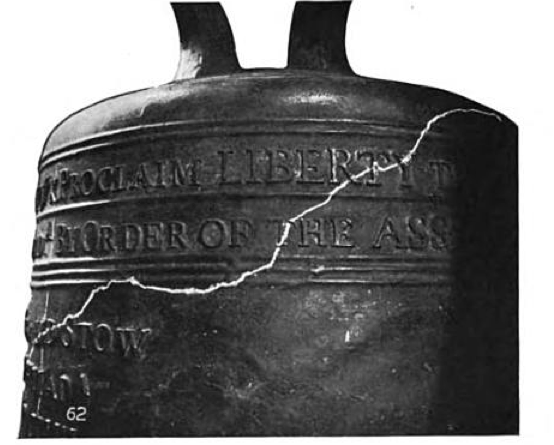
Cheminement de la fêlure comblée au XIXe siècle

À l'époque, « Pensylvania » était une variante acceptée de « Pennsylvania ». Cette écriture fut d'ailleurs utilisée par Alexander Hamilton pour signer la Constitution des États-Unis en 1787,.